# Stanisława Jaworska
Stanisława Marianna Jaworska (ur. 8 maja 1902 w Rogowie, zm. 31 października 1939 w lesie Barbarka) – polska nauczycielka, działaczka oświatowa, społeczna i harcerska. Organizatorka harcerstwa na Pomorzu. Ofiara zbrodni nazistowskich.

## Życiorys
Wywodziła się z rodziny małorolnych chłopów - ojcem był Franciszek Tykarski, a matką Leontyna z Witkowskich. Miała pięcioro rodzeństwa. W 1910 rozpoczęła naukę w szkole czteroklasowej w Rogowie, którą ukończyła w 1915. W 1917, po okresie samokształcenia, przyjęta do trzeciej klasy Gimnazjum im. Hetmanowej Reginy Żółkiewskiej w Płocku. Zapisała się tu po raz pierwszy do drużyny harcerskiej. Na jednym z obozów poznała przyszłego męża - Damazego Jaworskiego. W 1923 zdała maturę. 
Od 1 września 1923 mianowana nauczycielką w czteroklasowej szkole publicznej w rodzinnym Rogowie. Od 30 sierpnia 1924 uzyskała wymagane prawem kwalifikacje pedagogiczne po kursie. Oprócz nauczania prowadziła społecznie kursy gotowania dla gospodyń i korepetycje dla słabych uczniów. Zorganizowała też drużynę harcerską w Rogowie. 1 lipca 1928 wyszła za mąż za Damazego Jaworskiego, a 31 sierpnia tego roku małżeństwo wyjechało do Torunia, gdzie Stanisława podjęła pracę w szkole podstawowej nr 7. Zamieszkali w dzielnicy Wrzosy.
Od 1 września 1929 pracowała w szkole powszechnej nr 9 na Wrzosach. Wychowywała w następnych latach trójkę własnych dzieci, godząc to z pracą w szkole i bezinteresowną pomocą dla najbiedniejszych mieszkańców dzielnicy. Rozwijała też działalność harcerską. Została instruktorką zuchową w Komendzie Chorągwi Pomorskiej.

## Śmierć i ekshumacja
Podczas pracy oświatowej nie mogła się pogodzić z butną postawą toruńskich Niemców. Znane były jej wypowiedzi na temat nieznajomości języka polskiego przez członków społeczności niemieckiej na Wrzosach. W związku z powyższym Jaworscy znaleźli się na listach proskrypcyjnych, jako wrogowie III Rzeszy. 17 października 1939 małżeństwo zostało zaproszone na sfingowaną konferencję pedagogiczną w Starostwie toruńskim i tam aresztowane wraz z innymi przedstawicielami toruńskiej inteligencji. Osadzono ich w Forcie VII. Stanisławę zabrano ciężarówką i rozstrzelano w lesie na Barbarce 31 października 1939. Jej mąż zginął w Sachsenhausen 25 maja 1940. 
24 września 1945 jej szczątki odnaleziono podczas ekshumacji na Barbarce. Jaworską rozpoznał prezydent Torunia - Władysław Dobrowolski oraz część mieszkańców Wrzosów.

## Upamiętnienie
Miejska Rada Narodowa w Toruniu nadała imię Stanisławy i Damazego Jaworskich jednej z ulic miasta 21 kwietnia 1960 (uchwała nr III/9/60). Szkoła nr 9 w Toruniu również otrzymała jej imię. Na szkole odsłonięto tablicę pamiątkową z białego marmuru autorstwa Bolesława Wiśniewskiego (fundatorem był Cech Rzemiosł Różnych w Toruniu). Szczep harcerski przy szkole podstawowej nr 38 w Toruniu otrzymał imię Stanisławy i Damazego Jaworskich.